# アセチルCoA C-アセチルトランスフェラーゼ
アセチルCoA C-アセチルトランスフェラーゼはケトン体生成やイソプレノイド生合成に関与する酵素。メバロン酸経路の酵素の一つ。チオラーゼの一種であり、チオラーゼII、アセトアセチルCoAチオラーゼとも呼ばれる。次の化学反応を触媒する転移酵素である。
2 アセチルCoA {\displaystyle \rightleftharpoons } CoA + アセトアセチルCoA